# Olena Hovorovová
Olena Ivanivna Hovorovová (ukrajinsky Олена Іванівна Говорова; * 18. září 1973 Izmajil), je bývalá ukrajinská atletka, která se specializovala na trojskok. Na letních olympijských hrách v roce 2000 získala bronzovou medaili svým osobním nejlepším skokem 14,96 metrů. V letech 1996, 2000 a 2004 reprezentovala Ukrajinu na olympijských hrách. Startovala také na pěti po sobě jdoucích mistrovstvích světa v atletice od roku 1995 do roku 2003.